# Музика (застосунок)
Музика (англ. Music; широко знана як «Музика iOS» та «додаток Музика для iPhone», раніше «Айпод») — застосунок, що є музичним медіаплеєром, розробленим для операційних систем iOS, iPadOS, tvOS, watchOS і MacOS від Apple Inc.. Він може відтворювати музичні файли, що зберігаються локально на пристроях, а також передавати потоки з iTunes Store та Apple Music.
Версія iOS-застосунку була представлена з iOS 5 12 жовтня 2011 року, замінивши програму iPod. Він був включений у початкові випуски tvOS, watchOS та iPadOS. Він вийшов з macOS Catalina 7 жовтня 2019 року як одний з трьох додатків, створених для заміни iTunes. Додаток Music відрізняється від iTunes концентрацією на потокових мультимедіа та меншою зосередженістю на iTunes Store, де вміст можна придбати прямо.

## Версії для iOS, tvOS та watchOS
Програмі Music на iOS передувала програма iPod, спочатку випущена в iPhone OS 1. Його перейменували на Music з виходом iOS 5 12 жовтня 2011 року. Він був оновлений з редизайном та функціоналом для Apple Music з iOS 8.4 у 2015 році. Це стандартний додаток на CarPlay.
Додаток Music доступний на телевізорах Apple TV другого та третього покоління для передачі музики, придбаної в магазині iTunes Store або синхронізованої з iTunes Match, але ніколи не оновлювався підтримкою Apple Music. Підтримка Apple Music була додана у версію tvOS на 4-му поколінні Apple TV на початку листопада 2015 р..
Додаток Music включено у кожну версію watchOS на Apple Watch. Музичні аудіофайли можна завантажити безпосередньо на Apple Watch для використання без сполученого iPhone.

## Версія для macOS
Програмі Music на macOS передувала програма iTunes, запущена 9 січня 2001 р.. Підтримка відео у програмі iTunes була ввімкнена в травні 2005 року; підтримка подкастів та книг послідувала відповідно у червні 2005 року та січні 2010 року. До 2010-х років програму критикували за роздуття програмного забезпечення з функціями, які вийшли далеко за рамки початкової музики.
Apple оголосила на Всесвітній конференції розробників 2019 року, що iTunes замінить спеціальні програми для музики, подкастів та телебачення з випуском macOS Catalina. Apple описує додаток Music як «досвід потокового передавання музики» тоді як компанія описала iTunes як цифрову бібліотеку та інтернет-магазин музики. Попередні версії iTunes, призначені для старих версій macOS, а також iTunes для Windows залишаться незмінними. Музика, телевізійні шоу та фільми та подкасти в iTunes Store будуть доступні через програми Music, TV та Podcasts відповідно, порівняно з автономною програмою iTunes Store, яка представлена на iOS.

## Android
«Музика» була випущена для пристроїв під управлінням Android Lollipop, а пізніше 10 листопада 2015 року, де вона згадується як Apple Music. Це стало першим випадком, коли музика з iTunes Store була доступна на інших пристроях, крім iTunes у Microsoft Windows і на Rokr E1 під час короткого партнерства з Motorola в 2005 році.